# Paracis alba
Paracis alba är en korallart som först beskrevs av Thomson och Henderson 1905.  Paracis alba ingår i släktet Paracis och familjen Plexauridae. Inga underarter finns listade i Catalogue of Life.